# Villaputzu
Villaputzu (sardisk: Biddepùtzi) er en by og en kommune (comune) i provinsen Sud Sardegna i regionen Sardinien i Italien. Byen ligger i 11 meters højde og har 4.763 indbyggere (2016). Kommunen har et areal på 181,31 km² og grænser til kommunerne Armungia, Arzana, Ballao, Escalaplano, Jerzu, Muravera, Perdasdefogu, San Vito, Ulassai og Villasalto.